# Landek
Der Landek (deutsch Landecke,  Landeck) ist ein 280 m hoher Hügel in Tschechien. Er liegt vier Kilometer nördlich des Stadtzentrums auf dem Gebiet der Stadt Ostrava. Bekannt ist er durch seine geologischen, archäologischen, historischen, naturwissenschaftlichen und bergbaulichen Besonderheiten.

## Geographie
Der Landek ist der östlichste Punkt der Böhmischen Masse (Český masiv) und des Niederen Gesenkes am Übergang zum Ostrauer Becken und zur Schlesischen Ebene. Er erhebt sich am linken Ufer der Oder über der Mündung des Flusses Ostravice in die Oder. Nördlich des Hügels liegt Koblov, östlich Hrušov, südlich Přívoz und im Nordwesten Petřkovice. Die Fläche des Berges beträgt 85,53 Hektar.

## Geschichte
Auf dem Hügel befand sich vor 30.000 Jahren eine altsteinzeitliche Mammutjäger-Siedlung. Es handelt sich dabei um einen Teil des urzeitlichen Zivilisationszentrums Europas, das sich vom österreichischen Willendorf über Dolní Věstonice bis nach Polen ausdehnt. Nach der Entdeckung der Siedlung begannen 1927 erste Ausgrabungen, weitere dauerten von 1952 bis 1953. Dabei wurde auch die „Landeker Venus“ aufgefunden. 
Am Landek befindet sich eines der ertragsreichsten Kohleflöze Europas. Die Kohle, die bis an die Erdoberfläche reicht, wurde bereits in der Steinzeit als Brennmaterial verwendet.
Am Übergang vom 8. zum 9. Jahrhundert befand sich auf dem Landek eine slawische Burgstätte der Holasitzer. An deren Stelle errichtete um die Mitte des 13. Jahrhunderts der böhmische König Ottokar II. Přemysl die Burg Landek, mit der die Grenze gegenüber dem benachbarten piastischen Herzogtum Teschen gesichert werden sollte.
Nach dem Ersten Schlesischen Krieg 1742 kam der Berg zu Preußisch Schlesien und lag direkt am Grenzpunkt zu Mähren und Österreichisch-Schlesien. Zu Beginn des 19. Jahrhunderts begann der Abbruch der über der Oder gelegenen großen Ruine. Die Steine wurden in den Dörfern Koblov und Petřkovice als Baumaterial verwendet. 1920 kam der Landek als Teil des Hultschiner Ländchens zur Tschechoslowakei. Zwischen 1939 und 1945 gehörte der Hügel zum Deutschen Reich.
1992 wurde der Landek zum Nationalen Naturschutzgebiet erklärt. 1997 wurde vom Oberbürgermeister Ostravas der Antrag gestellt, den Berg von der UNESCO in die Liste des Weltkulturerbes aufzunehmen. 1998 wurde auf dem Landek ein sieben Meter hoher hölzerner Aussichtsturm errichtet, der in fünf Metern Höhe ein überdachtes Aussichtsperron besitzt.
Am südwestlichen Fuße des Bergs befindet sich das Bergbaumuseum Ostrava mit der ältesten Grube in der Region, Grube Anselm. Auf dem Berg befindet sich eine seltene Vegetation mit teilweise über 150 Jahre alten Buchen.